# Šolta (Kalačka mikroregija, Mađarska)
Šolta (mađ. Solt, nje. Scholt) je grad u jugoistočnoj Mađarskoj.
Zauzima površinu od 132,67 km četvornih.

## Zemljopisni položaj
Nalazi se u regiji Južni Alföld, na 46°48' sjeverne zemljopisne širine i 19°1' istočne zemljopisne dužine, par kilometara istočno od Dunava. Na suprotnoj strani Dunava se nalazi grad Dunaföldvar. 4 km sjeverozapadno se nalazi Dunaegyháza, a prema jugoistoku se nalazi selo Tatilan i nacionalni park Kiskunság (Mala Kumanija). 

## Upravna organizacija
Upravno pripada kalačkoj mikroregiji u Bačko-kiškunskoj županiji. Poštanski broj je 6320.

## Povijest

### Rana povijest
Područje je naseljeno još od kamenog doba. Od tada postoji kontinuitet naseljavanja, tako da su arheološkim iskapanjima nađeni iz doba starog Rima, u čije je vrijeme prolazila prometnica iz provincije Panonije u Daciju.

### Legenda o osnutku
Postoji lokalna legenda o utemeljenju ovog gradića, "Legenda o zlatnom ključu". Prema toj legendi kralj Bela IV. je darovao gradu Šolti dva zlatna ključa u zahvalnost što su ga skrivali od kumanske invazije. Ključeve se držali skrivenima na vrhu mjesne prezbiterijanske crkve koju je udrio grom. Ključevi su se otopili i nikad ih se više nije našlo. Od onda se te ključeve vidi samo na gradskom grbu.

### Srednji vijek
U pisanim dokumentima se prvi put poimence spominje 1145.
Od 11. do 13. stoljeća je bio pod izravnom nadležnošću kaločanske biskupije.
Za turske vlasti, Šolta je izgubila velik dio svog stanovništva. Kasnije, kad je Ugarska došla pod habsburšku krunu, Šolta se često spominje u brojnim ustancima protiv Habsburga. Među ostalim, i Franjo II Rákóczi je ovdje držao svoju vojsku.
Za mađarske revolucije 1848. se u Šolti nalazio logor ugarske vojske.
U drugoj polovici 18. stoljeća sjevernougarsko plemstvo je kupilo grad i okolno područje. U 19. stoljeću je plemstvo dalo izgraditi svoje dvorce te se tako u Šolti nalaze dvorci baruna Révaya, grofova Berchtolda, Nemesa, Vécseya, Benyovszkyh, Czebriána, Pongrácza i Telekija.
Dvorac grofova Telekija je danas poznato županijsko odmaralište.

## 20. stoljeće
Mađarski porazi u dvama svjetskim ratovima su se odrazili na Šoltu brojnim smrtima i razaranjima. 
1970-ih je sagrađen srednjovalni odašiljač Šolta, jakosti 2000 kW.
Nakon pada komunizma 1989., Mađarska je postala samostalna u svojoj politici što se odrazilo na gospodarski uspon grada Šolte.

## Kultura
- dvorci brojnih ugarskih plemićkih obitelji.
- stručna narodnosna konferencija
- manifestacija Lipanjska narodnosna zabava, narodnosni dan za djecu i mladež[2][3]

## Šport
U Šolti se održao međunarodni nogometni turnir za mlađe kategorije (ispod 17) u organizaciji Mađarskog nogometnog saveza.

## Stanovništvo
U Šolti živi 7063 stanovnika (2002.). Stanovnici su Mađari.